# Hexasilane
L'hexasilane est un composé chimique de formule Si6H14. Ce silane est l'analogue structurel silicié du n-hexane C6H14. Il se présente sous la forme d'un liquide incolore qui réagit avec l'eau. Contrairement aux silanes plus courts, il ne s'enflamme pas immédiatement à l'air, même à 0 °C, mais seulement après un certain temps. Il n'est pas très stable thermiquement et tend à se décomposer en hydrogène H2 et silanes plus courts dès la température ambiante ; il se forme également des polymères.
L'observation d'hexasilane a été publiée pour la première fois par Carl Somieski. Ce composé peut être obtenu sous la forme d'un mélange de silanes en faisant réagir du siliciure de magnésium Mg2Si avec des acides minéraux à l'abri de l'air, ou du monosilane à l'aide d'une décharge électrique.
L'hexasilane peut être utilisé pour déposer des couches minces de silicium dans l'industrie des semiconducteurs.